# Boccia en los Juegos Parapanamericanos

Boccia

La prueba de boccia fue admitida en los Juegos Parapanamericanos desde la segunda edición que se celebró en Buenos Aires en Argentina en 2003, teniendo una ausencia en los Juegos de Río de Janeiro 2007, regresando hasta Guadalajara 2011.

## Ediciones
| Edición | Año  | Sede             | Pais      | Ganador Medallero |
| ------- | ---- | ---------------- | --------- | ----------------- |
|         | 1999 | Ciudad de México | México    | No disputado      |
| I       | 2003 | Mar del Plata    | Argentina | Argentina (ARG)   |
|         | 2007 | Rio de Janeiro   | Brasil    | No disputado      |
| II      | 2011 | Guadalajara      | México    | Canadá (CAN)      |
| III     | 2015 | Toronto          | Canadá    | Brasil (BRA)      |
| IV      | 2019 | Lima             | Perú      | Brasil (BRA)      |
| V       | 2023 | Santiago         | Chile     | Brasil (BRA)      |

## Medallero Histórico
Actualizado Santiago 2023
| Núm. | País        | Oro | Plata | Bronce | Total |
| ---- | ----------- | --- | ----- | ------ | ----- |
| 1    | Brasil      | 15  | 3     | 8      | 26    |
| 2    | Canadá      | 6   | 10    | 7      | 23    |
| 3    | Argentina   | 5   | 9     | 9      | 23    |
| 4    | México      | 5   | 0     | 4      | 9     |
| 5    | Colombia    | 2   | 9     | 2      | 13    |
| 6    | Chile       | 0   | 1     | 1      | 2     |
| 6    | Perú        | 0   | 1     | 1      | 2     |
| 8    | Bermudas    | 0   | 1     | 0      | 1     |
| 8    | El Salvador | 0   | 1     | 0      | 1     |
| 10   | Ecuador     | 0   | 1     | 0      | 1     |

- Datos: Q65164468